# Foam Paul Huf Award
De Foam Paul Huf Award is een Nederlandse prijs voor fotografie die sinds 2007 jaarlijks wordt uitgereikt aan een jong fotografietalent tot 35 jaar. De prijs bestaat uit een geldbedrag van 20.000 euro en een solotentoonstelling in fotografiemuseum Foam. Ook wordt het werk van de winnaar opgenomen in het jaarlijkse Talent Issue van Foam Magazine en de bijbehorende internationaal reizende groepstentoonstelling.
Naast deze prijs bestaat ook de Grote Paul, die eveneens naar Paul Huf is genoemd.

## Geschiedenis
De prijs is vernoemd naar de Nederlandse fotograaf Paul Huf. Oorspronkelijk heette de prijs de KLM Paul Huf Award. Luchtvaartmaatschappij KLM stelde de prijs in 1999 in als eerbetoon aan de decennialange samenwerking die het bedrijf met de fotograaf had. In 2006 besloten Foam en de KLM samen te werken bij het organiseren van de prijs.
De winnende foto moet getuigen van een sterke persoonlijke beeldtaal die onderscheidend is in zowel concept als vormgeving. De genomineerden komen uit alle werelddelen. Ook de jury kent een internationale samenstelling. 
Tot 2020 werd de prijs uitgereikt aan een jong fotografietalent tot 35 jaar. Vanaf 2021 zijn de leeftijdsvereisten geschrapt. De eis is daarentegen dat de kunstenaars minder dan 20 jaar actief zijn in het gebied van fotografie en kunst en erkenning hebben gekregen door ten minste één internationale tentoonstelling en één boekpublicatie.  

## Winnaars
- 2007 - Mikhael Subotzky (1981, Zuid-Afrika) en Taryn Simon (1975, VS)
- 2008 - Pieter Hugo (1976, Zuid-Afrika)
- 2009 - Leonie Hampton-Purchas (1978, Engeland)[4]
- 2010 - Alexander Gronsky (1980, Estland)[5]
- 2011 - Raphaël Dallaporta (1980, Frankrijk)
- 2012 - Alex Prager (1979, VS)
- 2013 - Taiyo Onorato & Nico Krebs (1979, Zwitserland)
- 2014 - Daniel Gordon (1980, VS)[6][7]
- 2015 - Momo Okabe (1981, Japan)[8]
- 2016 - Daisuke Yokota (1983, Japan)[9]
- 2017 - Romain Mader (1988, Zwitserland)[10]
- 2018 - Daniel Shea (1985, VS)
- 2019 - Eric Gyamfi (1990, Ghana)
- 2020 - Laia Abril (1986, Spanje)
- 2021 - John Edmonds (1989, VS)
- 2022 - Lebohang Kganye (1990, Zuid-Afrika) met een bijzondere vermelding voor Sabelo Mlangeni (1980, Zuid-Afrika).
- 2023 - Felipe Romero Beltrán (1992, Colombia)
- 2024 - Hiền Hoàng (1990, Vietnam)[11]